# BrLink
A BRLink foi uma rede de IRC brasileira que funcionou entre 1 de janeiro de 2007 a 1 de novembro de 2008.

## História
BRlink foi criada com outro nome. Chamava-se vIRCtua.
O projeto vIRCtua foi iniciado por Guilherme Mitre em 2003 e foi logo estacionado por falta de patrocínios/apoios.
O projeto ficou estacionado de 2003 ao início 2005, quando Guilherme decidiu colocá-lo à mostra novamente, foi quando Pierpaolo Pittelli (Pier) tomou conhecimento da qualidade do projeto e decidiu levá-lo adiante. Naquele período, Pierpaolo administrava uma das maiores empresas do IRC brasileiro, chamada SByte, que atuava em outras redes. Nessa ocasião, ele hospedou os servidores do projeto e o mesmo foi tocado para frente. Ali começava a história da rede.
A partir da metade de 2005, Pierpaolo e Guilherme se juntaram para aperfeiçoar os serviços da rede. Foram criados alguns serviços como: BotServs dedicados, Servidores virtuais que suportam ircops/ircadmins virtuais, Gratuidade dos serviços, Aquisição dos serviços pelo portal da rede (em tempo real, e grátis), etc. O IRCd foi totalemente substituido e reprogramado, para atender assim as necessidades dos novos serviços que seriam implantados semanas depois. O projeto continuou engatinhando até o final de 2005.
Em novembro de 2005, os servidores da SByte que ficavam em outras redes foram desligados, tornando-se esta exclusiva da BRlink (ou vIRCtua). Isso não durou muito tempo, pois a empresa fechou no final de 2005 devido a compromissos do administrador no ano seguinte e também à queda da clientela no IRC. Quando isso aconteceu, o projeto foi estacionado novamente com os desenvolvimentos já bastante avançados.
Durante o ano de 2006, o projeto ficou parado, mas as programações não. Vieram muitas novidades nos serviços, o site foi totalmente reformulado, o ircd teve todos os seus bugs corrigidos, mas os serviços ainda não estavam perfeitos. Em dezembro o projeto foi retomado graças a muitos incentivos dados ao Pierpaolo, que convocou Guilherme novamente e eles começaram a corrigir todas as falhas nos softwares. No dia 15 de dezembro de 2006 os problemas foram resolvidos e a rede mudou de nome para BRlink, ficando acessível por irc.brlink.org e entrando em fases de testes, para assim ser inaugurada oficialmente no dia 1º de janeiro de 2007.

## Situação atual da rede
A rede encontra-se desativada mas o endereço irc.brlink.org continua ativo, porém apontando para rede vIRCio.